# دنی تارکانیان
دنی تارکانیان (ارمنی: Դեննի Թարխանյան; انگلیسی: Danny Tarkanian؛ زادهٔ ۱۸ دسامبر ۱۹۶۱) بازیکن بسکتبال، وکیل، مربی بسکتبال، و سیاستمدار ارمنی‌تبار اهل ایالات متحده آمریکا است.

## زندگی‌نامه
او یک جمهوریخواه می‌باشد که کمپین‌های ناموفقی که عبارتند از مجلس سنا نوادا (۲۰۰۴)، وزیر امور خارجه نوادا (۲۰۰۶)، مجلس سنا (۲۰۱۰ و ۲۰۱۶)، سیستم آموزش عالی نوادا (۲۰۱۴) و مجلس نمایندگان ایالات متحده (۲۰۱۲، ۲۰۱۶، و ۲۰۱۸) داشت. او در انتخابات عمومی ۸ نوامبر ۲۰۱۶ به جکی روزن دموکرات باخت.
تارکانیان برای مجلس سنای ایالات متحده در برابر دین هلر که فعلاً سر کار است، در انتخابات مقدماتی جمهوریخواهان در سال ۲۰۱۸ ثبت نام کرد، اما بعداً برای ریاست مجلس نمایندگان ایالات متحده در ناحیه سوم کنگره نوادا، عقب کشید. او سپس انتخابات عمومی را از دست داد.